# Голосування
Голосування — процес ухвалення рішення групою людей (зборами, електоратом), при якому загальна думка формулюється шляхом підрахунку голосів членів групи. Голосуванню зазвичай передує обговорення. Альтернативними формами ухвалення рішення є вироблення консенсусу або жеребкування. Також голосування використовують для визначення громадської думки та побудови рейтингу ставлення респондентів до того чи іншого кандидата у виборах та конкурсах.

## Необхідність голосування
В демократичній системі, голосування проводиться на виборах посадових осіб і при ухваленні рішень, що стосуються товариства.
Голосування може бути відкритим або таємним. При відкритому голосуванні не приховується, як проголосував той або інший учасник. При таємному голосуванні, навпаки, вживаються заходи, щоб ця інформація була недоступна. Тим самим виключається можливість будь-якого контролю за волевиявленням виборця або тиску на нього. Це необхідно для захисту тих, хто проголосував «неправильно» від переслідування. Якщо способи відкритого голосування різноманітні - від зборів учасників у приміщенні або на відкритому повітрі до голосування з використанням інтернету, то для таємного голосування необхідні спеціальні приміщення й пристосування (наприклад, виборча дільниця, обладнана кабінками для заповнення бюлетеня і урнами для голосування).
При оцінці результатів голосування підраховуються голоси. У багатьох видах голосування кожен учасник має один голос, проте можливі й інші варіанти.
У більшості країн участь в голосуванні — особиста справа кожного. Існують, однак, країни (Австралія, Бельгія, Бразилія), в яких голосування на виборах до органів державної влади є обов'язковим.
Те, що в країні проводиться голосування, не означає, що така країна автоматично є демократичною. У деяких країнах кандидати призначаються заздалегідь, і конкурентів на виборах немає.

## Критика
Рішення, засновані на думці більшості, зменшують причетність кожного учасника групи до ухваленого рішення. Ті що опинилися в меншості меншою мірою відчувають свої зобов'язання відповідно до рішення, ухваленого більшістю. Результатом такої «скороченої причетності» стає менша готовність захищати рішення і діяти відповідно до нього.
Також наводяться такі аргументи:
- Голосування направлено скоріше на суперництво, ніж на співпрацю;
- Ухвалення рішення засноване на дихотомії виграли/програли, без урахування можливості компромісу або іншого рішення;
- Критерій більшості часто є не повноважним і відчуженим, що вимушує меншість підкоритися;
- Прихильники консенсусу стверджують, що така «тиранія більшості» порушує згуртованість спільноти, сприяє розколу і знижує його ефективність.

## Способи голосування
- У гладіаторських боях глядачі використовували жестикуляцію, щоб проголосувати, чи залишити жити переможеного гладіатора. Відігнутий великий палець, опущений донизу, що символізує вийнятий з піхов меч, означав смерть, стиснений в кулак означав життя.
- SMS-голосування за допомогою мобільних телефонів використовують в різних інтерактивних програмах, іграх, конкурсах.
- Інтернет-голосування застосовується в різних офіційних і неофіційних опитуваннях громадської думки, у конкурсах, що проходять в Інтернеті, або навіть у державних конституційних виборах. Вперше використано в Естонії на парламентських виборах: можливість проголосувати через мережу використовували 3% громадян Естонії.
- Бюлетені використовують у більшості країн світу на офіційних виборах і референдумах.
- Застосування при голосуванні Шкали відтінків згоди дає змогу членам групи висловити різний рівень підтримки тієї чи іншої пропозиції. Використовуючи цей інструмент, члени групи не змушені висловлювати підтримку лише в термінах «так» або «ні».